# 環的譜
在抽象代數學，交換代數和代數幾何學中，一個交換環{\displaystyle A}的譜是指其素理想全體形成的集合，記作{\displaystyle \mathrm {Spec} (A)}。它被賦予扎里斯基拓撲和結構層，從而成爲局部賦環空間。
一個局部賦環空間若同構於一個交換環譜，即稱爲仿射概形。

## 扎里斯基拓撲
對於交換環 {\displaystyle A} 裡的任一理想 {\displaystyle {\mathfrak {a}}}，置 {\displaystyle V({\mathfrak {a}}):=\{{\mathfrak {p}}\in \mathrm {Spec} (A):{\mathfrak {p}}\supset {\mathfrak {a}}\}}。容易證明下述性質：
- {\displaystyle V({\mathfrak {ab}})=V({\mathfrak {a}})\cup V({\mathfrak {b}})}
- {\displaystyle V(\sum _{i}{\mathfrak {a}}_{i})=\bigcap _{i}V({\mathfrak {a}}_{i})}
- {\displaystyle V({\mathfrak {a}})\subset V({\mathfrak {b}})}若且唯若{\displaystyle {\sqrt {\mathfrak {a}}}\supset {\sqrt {\mathfrak {b}}}}

因此我們可以在{\displaystyle Spec(A)}上定義一個拓撲結構，使得其閉子集恰為形如{\displaystyle V({\mathfrak {a}})}的子集，稱之扎里斯基拓撲。
一般而言，扎里斯基拓撲並不滿足豪斯多夫性質。

## 結構層
考慮扎里斯基拓撲下的下述預層：
{\displaystyle {\mathcal {O}}_{0,A}:U\mapsto \varprojlim _{{\mathfrak {p}}\in U}A_{\mathfrak {p}}}
令{\displaystyle {\mathcal {O}}_{A}}為其層化，稱作{\displaystyle \mathrm {Spec} (A)}的結構層。顯然有{\displaystyle {\mathcal {O}}_{A,{\mathfrak {p}}}=A_{\mathfrak {p}}}，故{\displaystyle (\mathrm {Spec} (A),{\mathcal {O}})}構成一個局部賦環空間。
一個元素{\displaystyle a\in A}給出{\displaystyle {\mathcal {O}}_{A}}的截面，事實上可以證明{\displaystyle \Gamma (\mathrm {Spec} (A),{\mathcal {O}}_{A})=A}。

## 交換環譜間的態射
設{\displaystyle A,B}為交換環，{\displaystyle \phi :A\rightarrow B}為一同態，則可定義一個映射{\displaystyle f({\mathfrak {p}})=\phi ^{-1}({\mathfrak {p}})}，這是從{\displaystyle \mathrm {Spec} (B)}到{\displaystyle \mathrm {Spec} (A)}的連續映射，在結構層上則以{\displaystyle a\mapsto \phi (b)}定義{\displaystyle f^{\sharp }:{\mathcal {O}}_{A}\rightarrow f_{*}{\mathcal {O}}_{B}}，那麼{\displaystyle (f,f^{\sharp })}給出局部賦環空間的態射。
反之，任何仿射概形間的態射皆由此唯一地給出。上述對應遂建立起交換環的反範疇與仿射概形範疇的等價性。

## 古典觀點
令{\displaystyle k}為代數封閉域，給定{\displaystyle f_{i}\in k[X_{1},\ldots ,X_{n}]}（i=1,2,...），則方程組{\displaystyle f_{i}(x_{1},\ldots ,x_{n})=0}定義一個代數簇{\displaystyle X\subset \mathbb {A} _{k}^{n}}。
設{\displaystyle {\mathfrak {a}}:=(f_{1},\ldots ,f_{n})\subset k[X_{1},\ldots ,X_{n}]}，{\displaystyle A:=\mathrm {k[X_{1},\ldots ,X_{n}]/{\mathfrak {a}}} }。根據希爾伯特零點定理，{\displaystyle X}的點一一對應到{\displaystyle A}的極大理想。
一般而言，{\displaystyle \mathrm {Spec} (A)}內的元素一一對應到{\displaystyle X}內的不可約閉集。考慮全體素理想的好處之一，在於可以藉此在概形上運用安德烈·韋伊的一般點（generic point）理論；此外，環同態不一定將極大理想拉回到極大理想，除非該環是 Jacobson 環。 
{\displaystyle \mathrm {Spec} (A)}的拓撲結構僅涉及{\displaystyle {\sqrt {\mathfrak {a}}}}。{\displaystyle A}裡的冪零元素看似無幾何意義，但它們在研究無窮小變化及態射的纖維上功效至大。